# Narodna stranka (Urugvaj)
Narodna stranka (špa. Partido Nacional, PN), poznata i kao Bijela stranka (špa. Partido Blanco) je politička stranka u Urugvaju. Stranka se nalazi pod vodstvom Luisa Alberta Hébera. Vodeća je konzervativna, desničarska politička stranka u Urugvaju.
Osnovana je 10. kolovoza 1836. te tako sa strankom Colorado čini jedine dvije stranke koje datiraju iz 19. stoljeća. Godine 1872. stranka je promijenila svoj naziv iz Bijela stranka u Narodna stranka.

## Rezultati
Na nacionalnim izborima 2004. godine osvojili su 36 mjesta u Zastupničkom domu te 11 u Senatu. Na nacionalnim izborima 2009. godine, osvojili su 31 mandat u Zastupničkom domu i 9 u senatu. Trenutno imaju 32 mandata u Zastupničkom domu te 10 u Senatu.

## Vanjske poveznice
- Službene stranice (šp.)